# Мариньи-ле-Шатель
Мариньи́-ле-Шате́ль (фр. Marigny-le-Châtel) — коммуна во Франции, находится в регионе Шампань — Арденны. Департамент — Об. Входит в состав кантона Марсийи-ле-Эйе. Округ коммуны — Ножан-сюр-Сен.
Код INSEE коммуны — 10224.
Коммуна расположена приблизительно в 115 км к юго-востоку от Парижа, в 80 км юго-западнее Шалон-ан-Шампани, в 28 км к северо-западу от Труа.

## Население
Население коммуны на 2008 год составляло 1558 человек.
| 1962 | 1968 | 1975 | 1982 | 1990 | 1999 | 2008 |
| ---- | ---- | ---- | ---- | ---- | ---- | ---- |
| 988  | 1029 | 1095 | 1311 | 1540 | 1517 | 1558 |

## Администрация
| Период | Период | Фамилия      | Партия                         | Примечания |
| ------ | ------ | ------------ | ------------------------------ | ---------- |
| 1947   | 1983   | Бернар Лоран | Союз за французскую демократию |            |
| 1983   | 2001   | Лоран Жилот  |                                |            |
| 2001   | 2014   | Жоэль Парис  |                                |            |

## Экономика
В 2007 году среди 1008 человек в трудоспособном возрасте (15—64 лет) 760 были экономически активными, 248 — неактивными (показатель активности — 75,4 %, в 1999 году было 73,0 %). Из 760 активных работали 676 человек (368 мужчин и 308 женщин), безработных было 84 (34 мужчины и 50 женщин). Среди 248 неактивных 62 человека были учениками или студентами, 105 — пенсионерами, 81 были неактивными по другим причинам.

## Фотогалерея

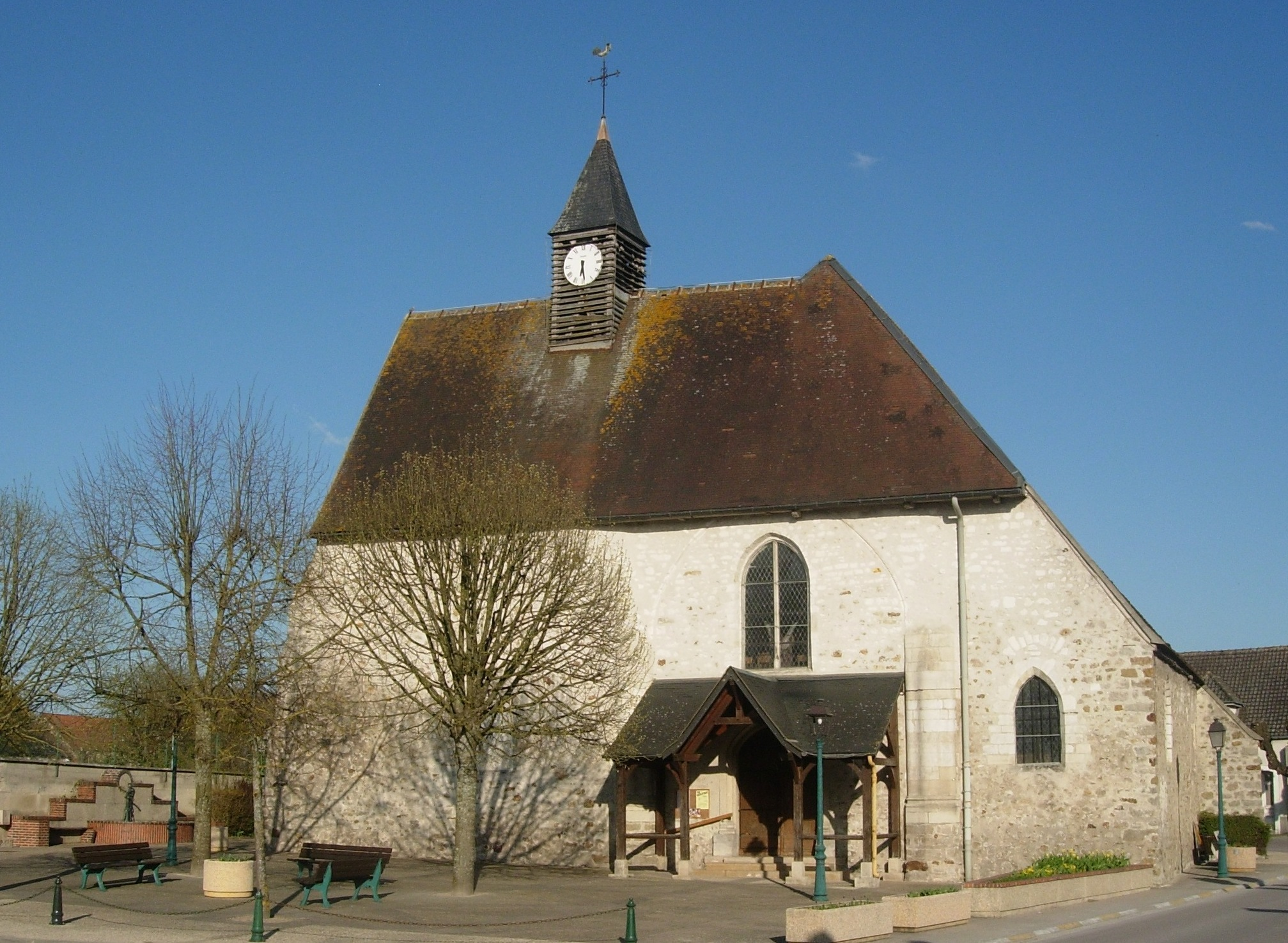
Церковь Сен-Морис
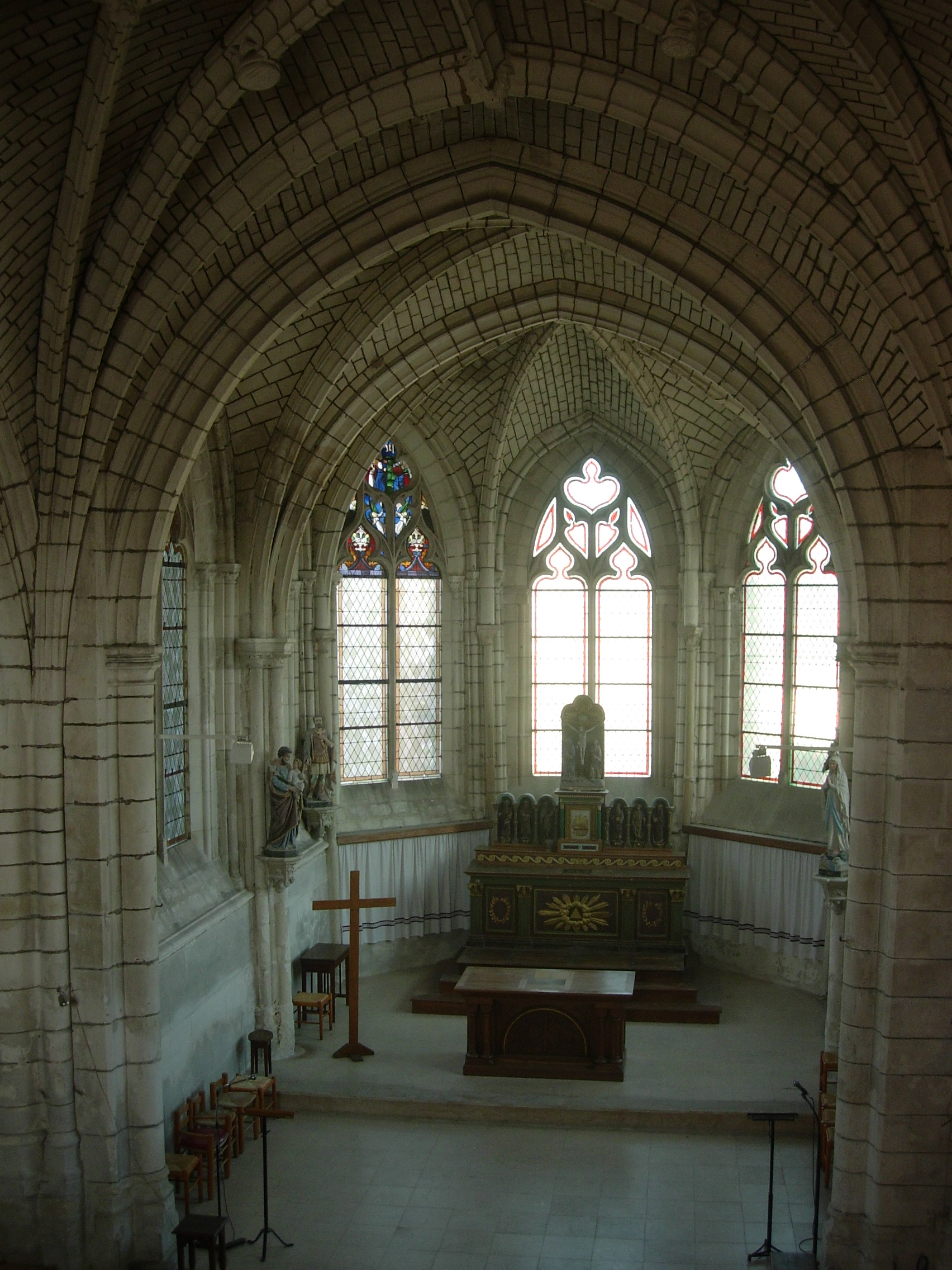
Интерьер церкви Сен-Морис
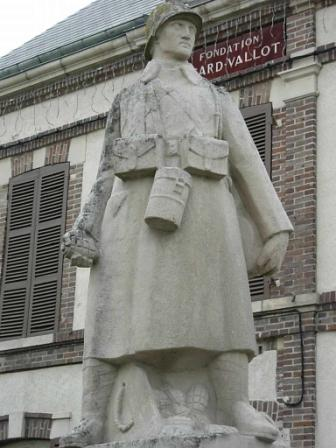
Памятник погибшим в Первой мировой войне
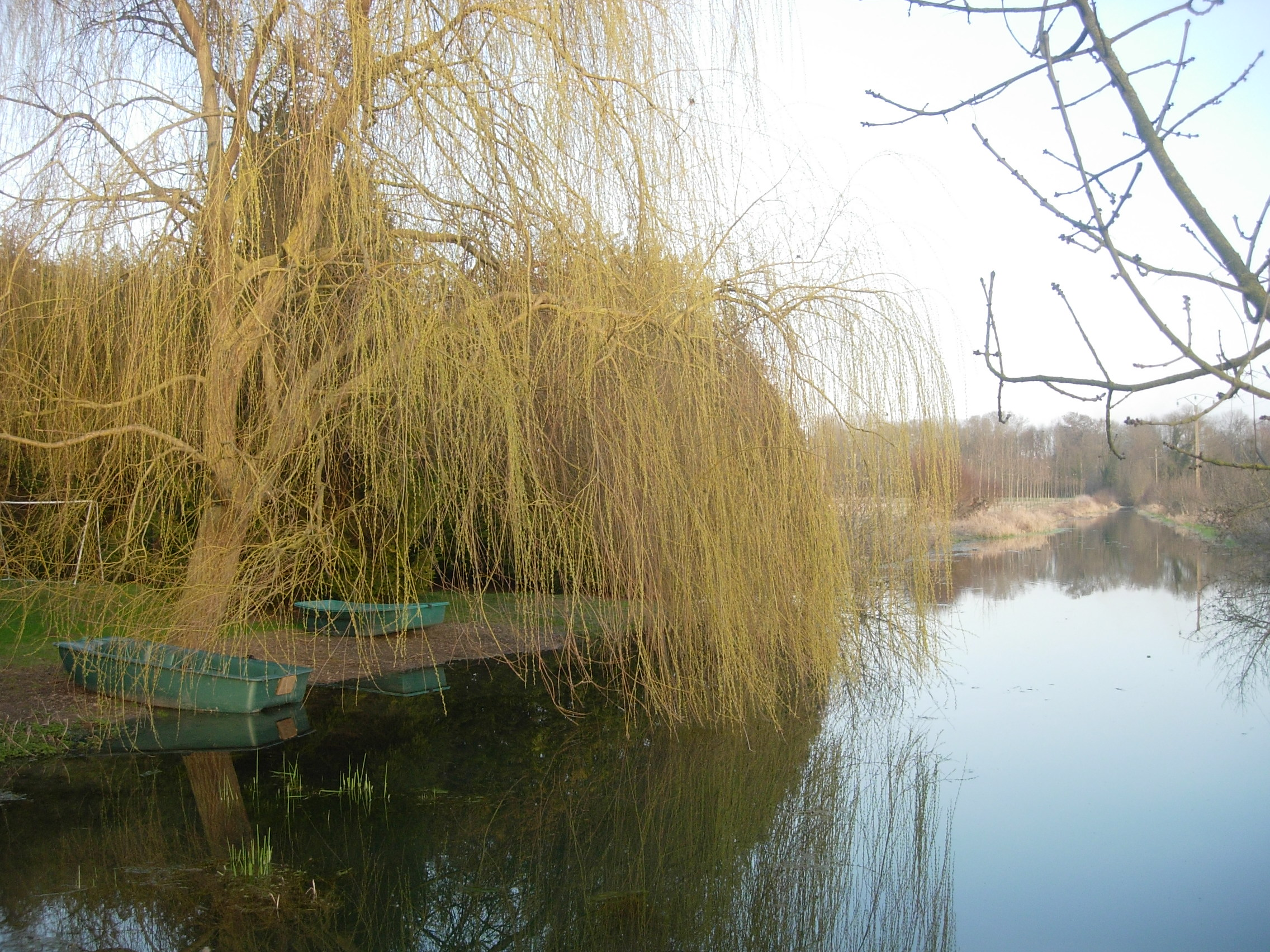
Река Ардюссон[фр.]